# Бомбардування Пфорцгайма
Бомбардування Пфорцгайма — бомбардування німецького міста Пфорцгайм, проведене Королівськими військово-повітряними силами Великої Британії 23 лютого 1945 року. Внаслідок нальотів загинуло понад 17 600 осіб (п'ята частина населення міста), було зруйновано близько 83% міських будівель.

## Попередні нальоти
Перший наліт був проведений 1 квітня 1944 року Військово-повітряними силами США. Тоді було завдано відносно невеликої шкоди, і загинуло 95 людей. Надалі авіація США продовжувала повітряні атаки, найсильніша з яких відбулася 24 грудня. 21 січня 1945 року загинуло 56 осіб.
Британська авіація також здійснила кілька нічних рейдів на Пфорцгайм з використанням бомбардувальників de Havilland Mosquito. Ці рейди відволікали літаки люфтваффе та заважали німецьким силам протиповітряної оборони визначати напрямок головних авіаударів. Рейди також служили засобом психологічного впливу на жителів, змушуючи їх ховатися в бомбосховищах. Три послідовні нічні нальоти відбулися 2, 3 і 4 жовтня 1944 року, потім цього ж місяця було ще три нальоти і в листопаді відбувся один наліт. Втрати Королівських ВПС склали 1 літак.
У документах союзників проведення нальоту обгрунтовувалося тим, що місто було одним із центрів виготовлення ювелірних виробів і годинників, граючи важливу роль у виробництві прецизійних інструментів: «майже кожен будинок є невеликою майстернею», кілька великих фабрик було в південній частині міста і одна — у західній. Крім того, у місті знаходились залізничні станції.

## Авіаналіт 23 лютого 1945 року
Увечері 23 лютого відбулася атака, в якій брало участь 379 літаків — 367 Avro Lancaster (один з яких робив кінозйомку) і 13 de Havilland Mosquito. Бомбардування тривало з 19:52 до 20:10. Літаки скинули близько півмільйона фугасних і запальних бомб загальною вагою 1825 тонн. Центральна частина міста була знищена, при цьому утворився вогняний смерч, який досяг своєї найбільш руйнівної фази через 10 хвилин після початку атаки. Стовп диму над містом піднімався на висоту 3 км і екіпажі бомбардувальників, що поверталися, бачили відблиски пожеж з відстані 160 км.
На площі 3 км завдовжки і 1,5 км шириною було зруйновано всі будівлі. Офіційно було зареєстровано 17 600 смертей, які настали від влучення фугасних бомб, опіків від запальних бомб, отруєння та обвалення будинків. Деякі люди потонули в річках, намагаючись врятуватися від вогню, проте річки вкрилися шаром палаючого хімічного складу бомб.
4 березня американські літаки повторно бомбардували місто і відкрили вогонь по скупченнях жителів, при цьому загинуло близько 100 людей. 14, 16, 18, 19 і 24 березня відбулися бомбардування залізничних станцій, 17 березня — міського автобану, 23 березня — району долини Ойтінген.